# Dipodomys
A Dipodomys az emlősök (Mammalia) osztályának rágcsálók (Rodentia) rendjébe, ezen belül a tasakosegér-félék (Heteromyidae) családjába tartozó nem.

## Rendszerezés
A nembe az alábbi 20 faj tartozik:
- fürge kengurupatkány (Dipodomys agilis) Gambel, 1848
- kaliforniai kengurupatkány (Dipodomys californicus) Merriam, 1890
- Dipodomys compactus True, 1889
- sivatagi kengurupatkány (Dipodomys deserti) Stephens, 1887
- Dipodomys elator Merriam, 1894
- Dipodomys elephantinus Grinnell, 1919[1] - korábban a D. venustus alfajának vélték
- San Quentin-i kengurupatkány (Dipodomys gravipes) Huey, 1925
- Heermann-kengurupatkány (Dipodomys heermanni) Le Conte, 1853
- Dipodomys ingens Merriam, 1904
- Merriam-kengurupatkány (Dipodomys merriami) Mearns, 1890
- Dipodomys microps Merriam, 1904
- Dipodomys nelsoni Merriam, 1907
- Tipton-kengurupatkány (Dipodomys nitratoides) Merriam, 1894
- texasi kengurupatkány (Dipodomys ordii) Woodhouse, 1853
- Dipodomys panamintinus Merriam, 1894
- Dipodomys phillipsii Gray, 1841 - típusfaj
- Dipodomys simulans Merriam, 1904
- Dipodomys spectabilis Merriam, 1890
- Stephens-kengurupatkány (Dipodomys stephensi) Merriam, 1907
- Dipodomys venustus Merriam, 1904